# مارك كارلسون (لاعب كرة قدم أمريكية)
مارك كارلسون (بالإنجليزية: Mark Carlson)‏ هو لاعب كرة قدم أمريكية أمريكي، ولد في 6 يونيو 1963 في ميلفورد في الولايات المتحدة.

## وصلات خارجية
- مارك كارلسون على موقع مرجع كرة القدم المحترفة.كوم (الإنجليزية)